# Іванковецький заказник
Іванкове́цький заказник — ландшафтний заказник загальнодержавного значення в Україні. Розташований у межах Городоцького району Хмельницької області, на захід від села Іванківці. 

## Опис
Площа 1014,5 га. Заповіданий постановою РМ УРСР № 495 від 12 грудня 1983 року. Перебуває у віданні Ярмолинецького держлісгоспу (Сатанівське л-во, кв. 17, 20, 23, 26, 30, 34, 36, 38, 39, 42, 45, 50, 52, 54, 60, 62). Заказник входить до складу природно-заповідного фонду України, який охороняється як національне надбання, є складовою частиною системи природних територій та об'єктів, що перебувають під особливою охороною. 
Мальовничі кам'янисті схили Товтрового кряжу, вкриті дубово-буково-грабовими насадженнями. Одне з небагатьох у державі місць зростання суцільних заростей скополії карнеолійської та цибулі ведмежої — цінних видів, занесених до Червоної Книги України. 
Охороняються природні комплекси кам'янистих схилів Товтр. Одне з небагатьох місць зростання рідкісних реліктів — бруслини карликової та шиверекії подільської, занесених до Червоної книги України. Трапляються також: підсніжник звичайний, любка дволиста, лілія лісова, занесені до Червоної книги України. 
Входить до складу національного природного парку «Подільські Товтри».

## Мета створення
Головним завданням заказника є збереження та охорона унікальних ландшафтів Поділля із рідкісними і цінними видами рослин, занесених до Червоної Книги України (Ст. 25 З. У. про ПЗФ України).